# Milla árabe
La milla árabe الميل deriva en última instancia de la palabra latina que significa Millia "mil" es una unidad de longitud histórica. Su longitud exacta está en disputa, se sabe que era entre 1,8 y 2,0 km. Fue utilizada por los geógrafos y astrónomos musulmanes medievales. Es la predecesora de la moderna milla náutica, amplió la milla romana  mille passuum  (literalmente "mil pasos") para adaptarse a una aproximación astronómica de un minuto de arco de latitud medido a lo largo de un meridiano de norte a sur.
Para calcular el tamaño, se midió, sobre un desierto plano, la distancia entre dos pilares que estaban separados 1 grado de latitud y alineados en la dirección norte-sur, utilizando clavijas de observación sobre los pilares.
Había 4.000 codos en una milla árabe. Si al-Farghani utilizó el codo legal como su unidad de medida, entonces una milla árabe tenía 1995 metros. Si utilizó el codo topográfico de al-Ma'mun, entonces tenía 1925 metros o 1,04 millas náuticas modernas.

## Medición de al-Ma'mun
Alrededor de 830 d. C., el califa Mamun comisionó a un grupo de astrónomos y geógrafos musulmanes para que midiesen la distancia desde Tadmur (Palmira) hasta al-Raqqah, en lo que es hoy Siria. Encontraron que las ciudades estaban separadas por un grado de latitud y que la distancia del arco de meridiano entre ellas era de {\displaystyle 56} 2/3 de milla árabe (111.8 km) por grado, lo cual corresponde a una circunferencia de 40,248 km, muy cercano al valor conocido actualmente de 111.3 km por grado y 40,068 km de circunferencia, respectivamente.